# クーパー・マウンテン・ヴィンヤーズ
クーパー・マウンテン・ヴィンヤーズ（英: Cooper Mountain Vineyards）は、アメリカ合衆国オレゴン州ビーバートンにあるワイナリー。
1978年に創業したオーガニック認定ワインメーカーであり、ピノ・ノワール、ピノ・グリ、シャルドネ、ピノ・ブランの各種ワインを生産する。地理的にはポートランド都市圏に位置し、クーパー山という死火山の西側斜面にワイナリーを構える。

## 歴史
1978年、医師ロバート・グロスと妻コリンの手により創業。最初のヴィンテージを1987年に迎えた。1995年にオーガニック認定を受け、1999年にはバイオダイナミック認定を受ける。当初はクーパー・マウンテン・リザーブと5エレメンツ・シリーズという2種類のブランドを販売していたが、2004年にクーパー・ヒルという第3のワインブランドを投入した。2006年、初めてバルサミコ酢の販売を開始。現在の生産量はおよそ18,000ケースとなっている。

## オーガニック認定
クーパー・マウンテンで生産されるワインは、全てエステイト・ボトルド（自家の畑で育てた葡萄を使ってワインを生産すること）であり、バイオダイナミック農業によるワインである。クーパー・マウンテンは、オーガニックでかつバイオダイナミックに育てた葡萄のみエステイト・ボトルするワイナリーとしては、太平洋岸北西部で最初のワイナリーである。オーガニック認定はオレゴン・ティルスから、バイオダイナミック認定はデメテル・インターナショナルからそれぞれ受けた。ワイン生産に充てている土地面積は120エーカーで、この面積の中で4品種（ピノ・ノワール、ピノ・グリ、シャルドネ、ピノ・ブラン）の葡萄を育てている 。
クーパー・マウンテンが所有する葡萄園は4つで、そのいずれもがオーガニック認定とバイオダイナミック認定を受けている。その4つの内訳は、1978年に栽培開始したオールド・ヴァインズ、1982年に栽培開始したメドウラーク、1998年に栽培開始したファーミントン、2000年に栽培開始したジョンソン・スクールである。硫黄を添加しないピノ・ノワール「ライフ・ワイン」も生産している。現在、オレゴン州で唯一のバイオダイナミック認定を受けているワイナリーとなっている。